# Lista chorążych reprezentacji Gujany na igrzyskach olimpijskich
Lista chorążych reprezentacji Gujany na igrzyskach olimpijskich – lista zawodników i zawodniczek reprezentacji Gujany, którzy podczas ceremonii otwarcia nowożytnych igrzysk olimpijskich nieśli flagę Gujany.

## Chronologiczna lista chorążych
| Lp. | Rok i miejsce     | Chorąży         | Dyscyplina    |
| --- | ----------------- | --------------- | ------------- |
| 1   | 1948, Londyn      | b.d.            |               |
| 2   | 1952, Helsinki    | b.d.            |               |
| 3   | 1956, Melbourne   | b.d.            |               |
| 4   | 1960, Rzym        | b.d.            |               |
| 5   | 1964, Tokio       | b.d.            |               |
| 6   | 1968, Meksyk      | b.d.            |               |
| 7   | 1972, Monachium   | Gordon Sankis   |               |
| 8   | 1980, Moskwa      | b.d.            |               |
| 9   | 1984, Los Angeles | Earl Haley      | Lekkoatletyka |
| 10  | 1988, Seul        | Alfred Thomas   | Boks          |
| 11  | 1992, Barcelona   | b.d.            |               |
| 12  | 1996, Atlanta     | John Douglas    | Boks          |
| 13  | 2000, Sydney      | Aliann Pompey   | Lekkoatletyka |
| 14  | 2004, Ateny       | Aliann Pompey   | Lekkoatletyka |
| 15  | 2008, Pekin       | Niall Roberts   | pływanie      |
| 16  | 2012, Londyn      | Winston George  | Lekkoatletyka |
| 17  | 2016, Rio         | Hannibal Gaskin | pływanie      |